# 馬丁 (喬治亞州)
馬丁（英語：Martin）是一個位於美國喬治亞州富蘭克林縣和斯蒂芬斯縣的城鎮。

## 地理
馬丁的座標為34°29′12″N 83°11′08″W / 34.48667°N 83.18556°W，而該地的平均海拔高度為280米（即919英尺）。

## 人口
根據2010年美國人口普查的數據，馬丁的面積為6.56平方千米，當中陸地面積為6.50平方千米，而水域面積為0.06平方千米。當地共有人口381人，而人口密度為每平方千米58人。